# Asnières-la-Giraud
Asnières-la-Giraud è un comune francese di 942 abitanti situato nel dipartimento della Charente Marittima nella regione della Nuova Aquitania.

## Società

### Evoluzione demografica
Abitanti censiti